# Ормошбања
Ормошбања (мађ. Ormosbánya, слч. Mučoň, рсн. Мучонь) је село у северној Мађарској, у жупанији Боршод-Абауј-Земплен (Borsod-Abaúj-Zemplén).

## Историја
Подручје је било насељено још од праисторије, а у близини је пронађен и фосил Рудапитекус хунгарикус (Rudapithecus hungaricus). У селу су пронађени и древни људски остаци и артефакти из келтског периода. Они се данас могу наћи у музеју Херман Ото. 
Насеље се први пут помиње 1275. године, записано као Врмус, али је настало много раније. Његов власник Имре Перењи је 1408. године основао манастир Палош, чије се рушевине и данас могу видети. Турци су заузели насеље 1564. године а становници су више пута бежали за време турске владавине. Године 1612. на овом месту је била пустош, али је већ годину дана касније поново насељавана. Године 1864. место је припојено оближњем Дисношхорвату (данас: Ижофалва). 
Након насељавања, почело је рударење, а први рудник угља је отворен 1887. године. Мађарски државни рудници угља су 1897. године купили право на експлоатацију од власника села да би обезбедили снабдевање угљем железаре Диошђер. Године 1912. изграђена је железница, затим рударска колонија. До 1913. године изграђена је и електрана. Током Првог светског рата експлоатација угља добија још већи значај, насеље је расло, а подигнута је школа. У руднику је већ радило 250 људи. Године 1917. избио је штрајк због малих плата, војска га је угушила, а чак и затворила неколико рудара у Кошице.
У рудницима је радило више од 3.900 радника. Од 1963. до 1973. године насеље је имало и гимназију. Рудник се 1984. затворио након постепеног смањења експлоатације, а становништво је почело да се смањује. Године 1993. Ормошбања се одвојила од Ижофалве и постало је опет самостално насеље..

## Популација
По попису из 2001. године 78% становништва насеља се изјаснило као Мађари, 22% Роми.
Током пописа из 2011. године, 83,9% становника се изјаснило као Мађари, 8,4% као Роми, а 0,3% као Немци (16,1% се није изјаснило. Због двојног идентитета, укупан број може бити већи од 100%). Верска дистрибуција је била следећа: римокатолици 28,5%, реформисани 11,2%, гркокатолици 2,3%, лутерани 0,5%, неденоминациони 22,7% (33,4% није одговорило).